# Alex Matos
Alexandre Raposo de Matos, detto Alex (Macao, 31 maggio 1995), è un calciatore macaense, difensore del Praiense.

## Carriera

### Nazionale
Tra il 2015 ed il 2018 ha giocato quattro partite in nazionale.

## Statistiche

### Cronologia presenze e reti in nazionale
| Cronologia completa delle presenze e delle reti in nazionale ― Macao | Cronologia completa delle presenze e delle reti in nazionale ― Macao | Cronologia completa delle presenze e delle reti in nazionale ― Macao | Cronologia completa delle presenze e delle reti in nazionale ― Macao | Cronologia completa delle presenze e delle reti in nazionale ― Macao | Cronologia completa delle presenze e delle reti in nazionale ― Macao | Cronologia completa delle presenze e delle reti in nazionale ― Macao | Cronologia completa delle presenze e delle reti in nazionale ― Macao |
| Data                                                                 | Città                                                                | In casa                                                              | Risultato                                                            | Ospiti                                                               | Competizione                                                         | Reti                                                                 | Note                                                                 |
| -------------------------------------------------------------------- | -------------------------------------------------------------------- | -------------------------------------------------------------------- | -------------------------------------------------------------------- | -------------------------------------------------------------------- | -------------------------------------------------------------------- | -------------------------------------------------------------------- | -------------------------------------------------------------------- |
| 12-3-2015                                                            | Phnom Penh                                                           | Cambogia                                                             | 3 – 0                                                                | Macao                                                                | Qual. Mondiali 2018                                                  | -                                                                    | 69’                                                                  |
| 17-3-2015                                                            | Taipa                                                                | Macao                                                                | 1 – 1                                                                | Cambogia                                                             | Qual. Mondiali 2018                                                  | -                                                                    |                                                                      |
| 22-3-2018                                                            | Taipa                                                                | Macao                                                                | 0 – 1                                                                | Mauritius                                                            | Amichevole                                                           | -                                                                    | 58’                                                                  |
| 27-3-2018                                                            | Yangon                                                               | Birmania                                                             | 1 – 0                                                                | Macao                                                                | Qual. Coppa d'Asia 2019                                              | -                                                                    | 70’                                                                  |
| Totale                                                               |                                                                      | Presenze                                                             | 4                                                                    |                                                                      | Reti                                                                 | 0                                                                    |                                                                      |

## Palmarès

### Club

#### Competizioni nazionali
- Campionato macaense: 1

Ka I: 2012